# Johann Weindorfer
Johann Weindorfer (* 21. Februar 1836 in Graz; † 10. Oktober 1916 in Michelhofen/Mišelče bei Nötsch/Čajna im Gailtal/Ziljska dolina) war ein österreichischer Beamter und Politiker.

## Leben
Weindorfer war der Sohn des Schmiedemeisters in Graz Josef Weindorfer (1800–1861) und dessen Ehefrau Theresia geb. Ritzinger (* 1807). Er war römisch-katholisch und heiratete am 25. Jänner 1862 Pauline Tscheligi (* 6. November 1841; † 14. Jänner 1916). Aus der Ehe gingen vier Söhne und zwei Töchter hervor. Einer der Söhne war Gustav Weindorfer.
Ein Jusstudium in Wien schloss er 1857 die dem Absolutorium ab und begann eine Beamtenlaufbahn. Er wurde Bezirkskommissär in Villach, wo er 1870 zum Bezirkshauptmann II. Klasse ernannt wurde. Von 1874 bis 1880 war er Bezirkshauptmann im Bezirk Spittal an der Drau und danach bis 1884 von im Bezirk Villach. 1885 wechselte er als Angestellter der Gesellschaft für Deutsche Kolonisation in Deutsch-Ostafrika und war von 1895 bis 1904 Direktor des Zweigbüros der „Deutsch-Ostafrikanischen Gesellschaft“ in Berlin. Dort trat er im September 1904 in den Ruhestand, den er in Michelhofen im Gailtal verbrachte. Er war Gründungsmitglied des Rudervereins Villach von 1881.

## Politik
Vom 2. September 1868 bis zum 10. August 1871 und erneut vom 17. April 1875 bis zum 13. September 1877 war er Abgeordneter im Kärntner Landtag. Er wurde zunächst in einer Nachwahl vom 29. August 1868 nach dem Rücktritt von Alois Offner im Wahlbezirk LGM 3 Wolfsberg gewählt. Im Landtag war er Mitglied des volkswirtschaftlichen Ausschusses und gehörte dem Klub Deutschliberale an. Bei den Wahlen 1870 wurde er im Wahlbezirk STM 8 Hermagor gewählt. 1875 wurde er erneut in einer Nachwahl vom 12. April 1875 nach dem Rücktritt von Johann Millonig im Wahlbezirk LGM 7 Hermagor gewählt. Danach war er Mitglied des Finanz- und des volkswirtschaftlichen Ausschusses.

## Auszeichnungen
- 1871 Ehrenmitglied der Gemeinde Egg im Gailtal
- 1877 Ritterkreuz des Großherzoglich-Mecklenburg’schen Hausordens der Wendischen Krone